# 利楽

利楽

利楽（りらく）は、愛媛県東温市の見奈良温泉にある滞在型保養施設である。経営は株式会社レスパスコーポレーション（ビージョイグループ）が行っている。
レスパスシティの一角にあり、温泉と専属の板前による山海の幸の料理も楽しめる。入浴、宴会のみの利用も可能で、15名以上の場合は送迎バスもある。また伊予鉄道松山市駅前より無料送迎バスも運転されている。
2階、3階は宿泊施設になっている。

## 設備
岩風呂、洞窟風呂、歩行湯、炭風呂、寝湯、打たせ湯（現在は壷湯と桶湯になっている）、釜風呂、子供湯、サウナ、家族風呂（檜風呂、ジャグジー風呂など）、マッサージ、あかすり、エスティック、レストラン、宴会場、休憩所、ゲームコーナー、カラオケ、麻雀ルーム、宿泊施設